# 林寿夫

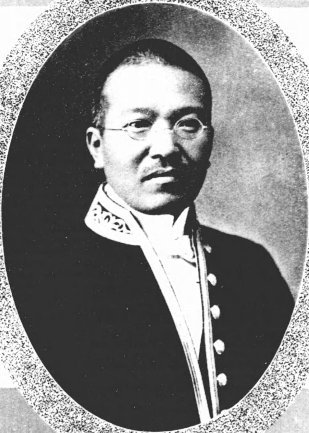
林寿夫

林 寿夫（はやし としお / ひさお、1881年（明治14年）5月2日 - 1963年（昭和38年）12月21日）は、実業家、官僚、南洋庁長官、第4代埼玉県川越市長。

## 経歴
岡山県出身。林源一の弟。1908年（明治41年）、東京帝国大学法科大学独法科を卒業。高等文官試験に合格して、愛媛県属となり、同県警視、宮崎県理事官、鹿児島県・山口県・北海道各警察部長、埼玉県書記官・同内務部長、北海道庁内務部長を歴任し、1930年（昭和5年）に退官した。
1931年（昭和6年）、川越市長に就任するが、翌年1月に関東庁警務局長に転じた。
1933年（昭和8年）8月に南洋庁長官に任ぜられ、1936年（昭和11年）9月までその職にあった。退官後南洋汽船株式会社・南洋電気株式会社各社長、南興水産株式会社監査役、大日本忠霊顕彰会常務理事などを務めた。
戦後、公職追放となった。

## 人物
趣味は囲碁、将棋。宗教は仏教。

## 家族・親族
林家
東京中野区沼袋
- 妻
  - ひさ（神奈川、北見常治郎の従妹）[4]

1884年 -
- ヨシノ（新潟、岡スエの二女）

1902年 -
- 長女[5]

1911年 -
- 嗣子[4]

1917年 -
- 男[4]

1921年 -
- 三男[5]